# Niszczyciele rakietowe typu Farragut
Niszczyciele typu Farragut – amerykańskie niszczyciele rakietowe, które zaczęły wchodzić do służby w US Navy w 1960. Zbudowano 10 okrętów, z których ostatni został wycofany ze służby w 1993. 
Okręty znane są także jako typ Coontz ponieważ z serii okrętów budowę USS „Coontz” rozpoczęto najwcześniej.

## Historia
Prace nad okrętami typu Farragut rozpoczęły się na początku lat 50. Początkowo okręty klasyfikowano jako konwencjonalnie uzbrojone fregaty lub lidery flotylli niszczycieli (ang. destroyer leader - DL). Po zmianach konstrukcyjnych i wyposażeniu  w wyrzutnie pocisków rakietowych jednostki zostały przeklasyfikowane na liderów flotylli niszczycieli z pociskami rakietowymi (DLG), aby ostatecznie w 1975 po reformie klasyfikacji zostać klasyfikowanym jako niszczyciele rakietowe (DDG). Budowa jednego niszczyciela trwała ok. 2,5 roku z czego prace kadłubowe zajmowały rok, a wyposażenie półtora roku. Koszt jednego niszczyciela wynosił 52 miliony dolarów.
Głównym zadaniem niszczycieli typu Farragut było zapewnienie obrony przeciwlotniczej lotniskowcom. Oprócz tego okręty mogły także zwalczać okręty podwodne a po zainstalowaniu pocisków przeciwokrętowych Harpoon także okrętów nawodnych. Okręty tego typu wzięły udział w wojnie wietnamskiej, zabezpieczaniu żeglugi podczas wojny iracko-irańskiej. Ostatnią misją, w jakiej wzięły udział okręty tego typu, była wojna w Zatoce Perskiej w 1991.